# Agalliopsis vellana
Agalliopsis vellana är en insektsart som beskrevs av Ball 1936. Agalliopsis vellana ingår i släktet Agalliopsis och familjen dvärgstritar. Inga underarter finns listade i Catalogue of Life.